# الكاميرون في الألعاب الأولمبية
الكاميرون في الألعاب الأولمبية تقوم اللجنة الأولمبية الوطنية لجمهورية الكاميرون بالإشراف في شؤون مشاركات الكاميرون في الألعاب الأولمبية، أول مشاركة للكاميرون في الألعاب الأولمبية كانت في دورة 1964 في طوكيو في اليابان ،وقد تمكنت الكاميرون حتى الآن من الفوز ب5 ميداليات وهي 3 ذهبيات وفضية وبرونزية. أكثر الرياضات التي تنافس فيها الكاميرون هي ألعاب القوى و كرة القدم و الملاكمة. والكاميرون هي من الدول التي فازت بالميدالية الذهبية بمنافسات كرة القدم في الألعاب الأولمبية الصيفية 2000 في سيدني في أستراليا.